# Encarnación Rivas
Encarnación Rivas Díaz (Monforte de Lemos, 1962) es una arquitecta urbanista española especializada en planeamiento urbano. Desde 2009 es directora general de ordenación del territorio y vivienda de la junta de Galicia.

## Trayectoria
Rivas inició sus estudios de arquitectura en 1980 en la Escuela Técnica Superior de Arquitectura de La Coruña y es arquitecta desde 1988. Después realizó estudios de postgrado y especialización en urbanismo y un máster en proyectación urbanística y territorial.
Ha desarrollado su trabajo profesional como arquitecta en estudios de arquitectura y en la administración pública. En los años 1992 y 1993 trabajó en el instituto gallego de vivienda y suelo. Desde 1995 a 1999 fue arquitecta en el servicio provincial de urbanismo de la consejería de ordenación del territorio y obras públicas. Desde el año 2000 es funcionaria por oposición de arquitecta municipal en el ayuntamiento de Pontevedra, y trabajó de jefa de disciplina urbana. De 2004 a 2006 fue directora de urbanismo en el ayuntamiento de Sangenjo. Ha sido asesora de urbanismo en la diputación foral de Pontevedra en 2008 y desde 2009 es directora general de ordenación del territorio y urbanismo en la consejería de medio ambiente, territorio e infraestructuras de la Junta de Galicia.
Entre otros, Rivas ha participado desde la dirección general de la consejería en el desarrollo de la ley del suelo de Galicia publicada en 2016, o en el impulso de los planes básicos de municipios de menos de 5.000 habitantes. Rivas expone el objetivo de dotar de un marco normativo urbanístico a la comunidad autónoma gallega, "con un objetivo muy claro: ningún Concello debe permanecer sin PXOM". En la actualidad, ya hay cien concellos en Galicia que cuentan con plan general adaptado y acorde con la normativa vigente y, Además han puesto en marcha la estrategia del paisaje gallego, las directrices de ordenación del territorio y el plan básico autonómico.
Rivas participa en foros y debates abiertos con ciudadanos sobre planeamiento y gestión de los instrumentos urbanísticos así como informes sectoriales como los de medio ambiente.